# BN'ers in het Park
BN'ers in het Park was een Nederlands televisieprogramma dat in de zomer van 2009 werd uitgezonden door RTL 4. De presentator was Robert ten Brink.
Bekende Nederlanders (drie per aflevering) spelen een rol op een vakantiepark. Hier houden ze nietsvermoedende vakantievierders voor de gek.
Bekende Nederlanders:
- Aflevering 1: Bert Kuizenga, Bas Muijs & Glennis Grace
- Aflevering 2: Koert-Jan de Bruijn, Gigi Ravelli & Thomas Berge
- Aflevering 3: Wolter Kroes, Froukje de Both & Kim Feenstra
- Aflevering 4: Bert Kuizenga, Geert Hoes & Jim Bakkum
- Aflevering 5: Marc van der Linden, Lone van Roosendaal & Sita Vermeulen
- Aflevering 6: Wilbert Gieske, Ferri Somogyi, Stacey Rookhuizen
- Aflevering 7: Rudolph van Veen, Ferri Somogyi, Kathleen Aerts & Robert ten Brink